# Карл II (ландграф Гессен-Филипсталя)
Карл II Гессен-Филипстальский (нем. Karl II von Hessen-Philippsthal; 22 мая 1803, Филипсталь, Гессен-Кассель — 12 февраля 1868, Филипсталь, Пруссия) — ландграф Гессен-Филипсталя из Гессенского дома.

## Биография
Карл — сын ландграфа Эрнста Константина Гессен-Филипстальского и его супруги Луизы (1775—1808), дочери князя Фридриха Карла Шварцбург-Рудольштадтского. Карл наследовал своему отцу в Гессен-Филипстале в 1849 году. Его старший брат Фердинанд умер в 1839 году. В 1866 году Гессен вместе с Филипсталем был аннексирован Пруссией.

## Потомки
9 октября 1845 года Карл женился на Марии Вюртембергской, дочери герцога Евгения Вюртембергского. У них родилось двое сыновей:
- Эрнст (20 декабря 1846 — 22 декабря 1925), глава Гессен-Филипстальской линии Гессенского дома (1868—1925).
- Карл (3 февраля 1853 — 3 сентября 1916)